# Varamin
Varamin (persiska ورامين) är en stad i provinsen Teheran i norra Iran. Den ligger sydost om huvudstaden Teheran och har cirka 230 000 invånare.
I Varamin finns guvernören Hasan ”Ala” al-Dawlahs mausoleum, 'Ala' al-Dins torn, från seldjuker-epoken.

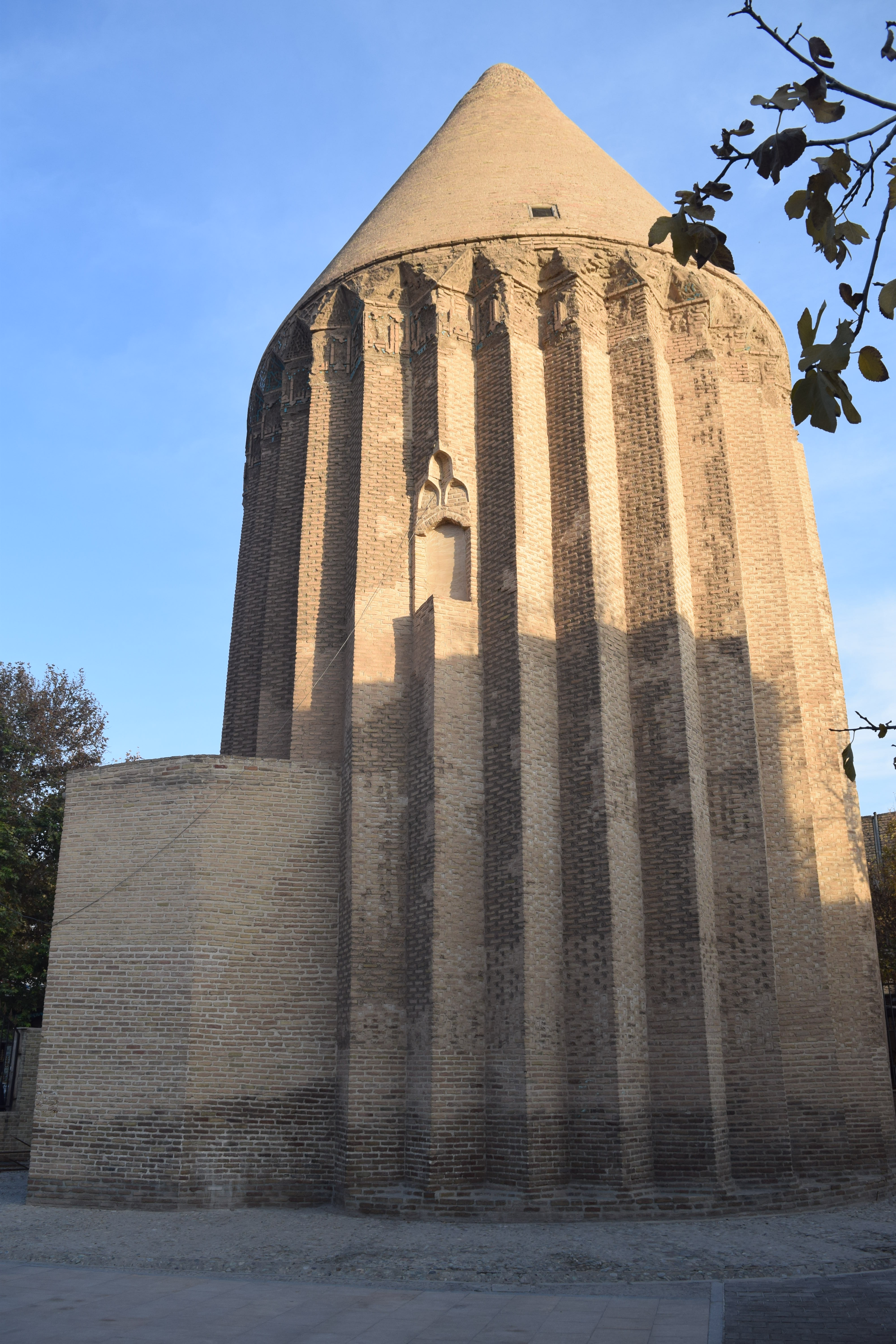
'Ala' al-Dins torn i Varamin.